# المحصامة

تعديل مصدري - تعديل

المحصامه هي إحدى قرى عزلة أحور بمديرية أحور التابعة لمحافظة أبين، بلغ تعداد سكانها 424 نسمة حسب تعداد اليمن لعام 2004.